# 森岡正宏
森岡 正宏（もりおか まさひろ、1943年1月29日 - ）は、日本の政治家、元衆議院議員（2期）。厚生労働大臣政務官、衆議院厚生労働委員会委員などを歴任。日本の領土を守るため行動する議員連盟会長。学校法人奈良大学評議員。

## 概要
奈良県立奈良高等学校を経て、1966年に同志社大学経済学部を卒業。浅沼組大阪本店に6年半勤務した後、1973年1月から、当時の衆議院議員奥野誠亮の秘書となる。1980年7月から翌年11月まで、法務大臣秘書官。1987年11月から翌年5月まで、国土庁長官秘書官。
1996年10月、自民党の新人候補として第41回衆議院議員総選挙に奈良1区から出馬したが、新進党現職だった高市早苗に敗北し、比例復活もならず、落選。2000年6月の第42回衆議院議員総選挙で、民主党の新人候補・馬淵澄夫を破り、初当選。2001年5月から翌年9月まで、党副幹事長を務める。
2003年11月の第43回衆議院議員総選挙では、前回から高市早苗とコスタリカ方式をとっていたために、比例近畿ブロックから出馬し、当選。同月、衆議院法務委員会理事、党総務部会副部会長、党厚生労働部会副部会長に就任。2004年9月から厚生労働大臣政務官。
2005年5月に、A級戦犯、極東国際軍事裁判について裁判そのものを疑問視する発言をしたため、他の政治家やマスメディアから批判を浴びる。「極東国際軍事裁判（東京裁判）は平和や人道に関する罪を勝手に作った一方的な裁判だ。A級戦犯でありながら首相になったり、外相になった方もいる。遺族には年金をもらっていただいており、日本国内ではA級戦犯は罪人ではない」 と述べた他、中国に関して「日本は戦後60年間戦争したことはない。中国は少なくとも4回以上戦争したことを言うべきだ」などと述べた。
2005年7月5日、郵政民営化法案の衆議院本会議で反対票を投じたため、滝実法務副大臣、能勢和子環境大臣政務官、衛藤晟一厚生労働副大臣と共に、政務官更迭の処分を受けた。このため、2005年9月11日の第44回衆議院議員総選挙では、自民党の公認を得られずに無所属で出馬し、当選した馬淵澄夫、復活当選した鍵田忠兵衛に続く3位で落選。
2007年1月、次回の第45回衆議院議員総選挙に、前回と同じ奈良1区から出馬することを表明。当時、現職であった鍵田忠兵衛・前奈良市長が党支部長に就任していたため、前回に続く分裂選挙になる懸念も生じた。しかし、鍵田が2009年6月の奈良市長選に出馬することを表明し、議員辞職したことで分裂は回避され、5月28日付で森岡の復党が認められた。なお、2006年に「造反組」議員が復党した際には、郵政民営化の実現を目指す誓約書の提出を求められたが、森岡の復党に際しては、特に提出は求められなかった。
2009年8月30日に投票が行われた第45回衆議院議員総選挙では、奈良1区から自民党公認で立候補したが、三度目の対決となった馬淵澄夫にダブルスコアに近い大差で惨敗、惜敗率が低かったため、重複立候補していた比例近畿ブロックでの復活当選もならなかった。
2009年12月13日、次期衆議院選挙には出馬せず、政界引退を表明。
2013年7月21日の奈良市長選挙に立候補したが、現職の仲川げんに敗れた。

## 人物
- 2013年7月21日の奈良市長選挙に関して、公明党関係者から、「我々の支持者には森岡正宏氏の右翼的に映る姿勢に拒否感がある。森岡氏支援で支持者をまとめるのは難しい」というコメントがあった[3]。

## 政策
- 選択的夫婦別姓制度導入に反対[4]。

## 主な所属していた団体・議員連盟
- 真の人権擁護を考える懇談会
- 日本の領土を守るため行動する議員連盟